# Église Notre-Dame-des-Anges de Collioure
 (février 2014).
Si vous disposez d'ouvrages ou d'articles de référence ou si vous connaissez des sites web de qualité traitant du thème abordé ici, merci de compléter l'article en donnant les références utiles à sa vérifiabilité et en les liant à la section « Notes et références ».
Pour les articles homonymes, voir Église Notre-Dame-des-Anges.
L'église Notre-Dame-des-Anges de Collioure, se situe dans le port de Collioure, dans le département français des Pyrénées-Orientales.
L'église Notre-Dame-des-Anges a été construite entre 1684 et 1691, en réutilisant comme clocher - entouré par la mer sur ses trois côtés - l'ancienne tour-fanal, qui annonçait anciennement la position du port de Collioure par des fumées le jour et par des feux la nuit.

## Histoire

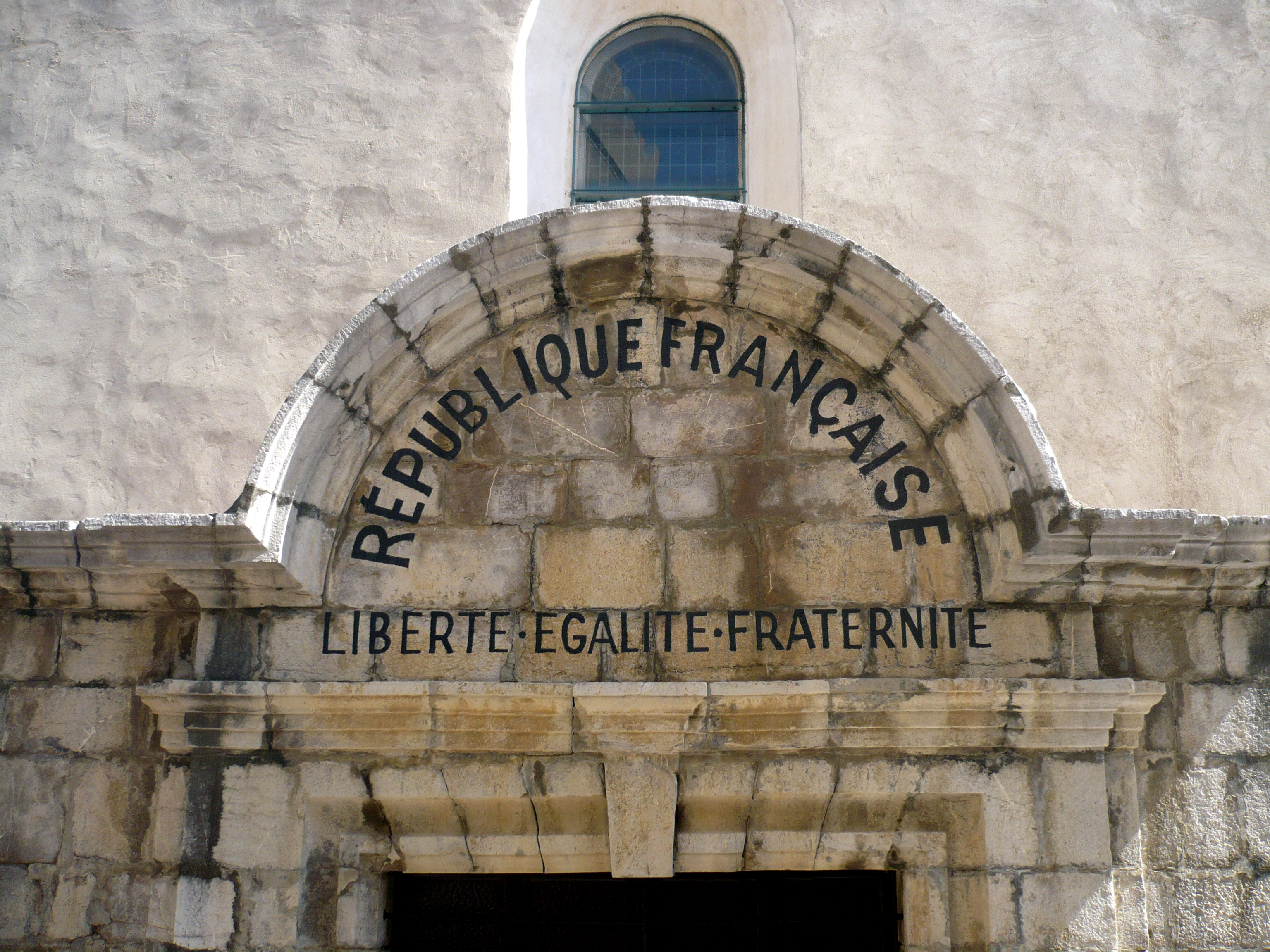
Tympan du portail

En 1673, l'église paroissiale médiévale - se trouvant sur les hauteurs de Collioure - est rasée sur ordre de Vauban, pour aménager le glacis du château. Les consuls de Collioure obtiennent alors de Vauban l'autorisation de construire une nouvelle église sur les récifs qui ferment la passe, le roi donne en compensation un terrain près de l'ancien phare. Cette église s’appuie alors contre le phare.
Par ailleurs, Vauban ne veut plus de port à Collioure : il lui préfère la baie en eau profonde de Port-Vendres. De ce fait, Collioure n'a plus besoin de son phare. Ainsi, le phare est aussi donné, car il n'a plus d'utilité.

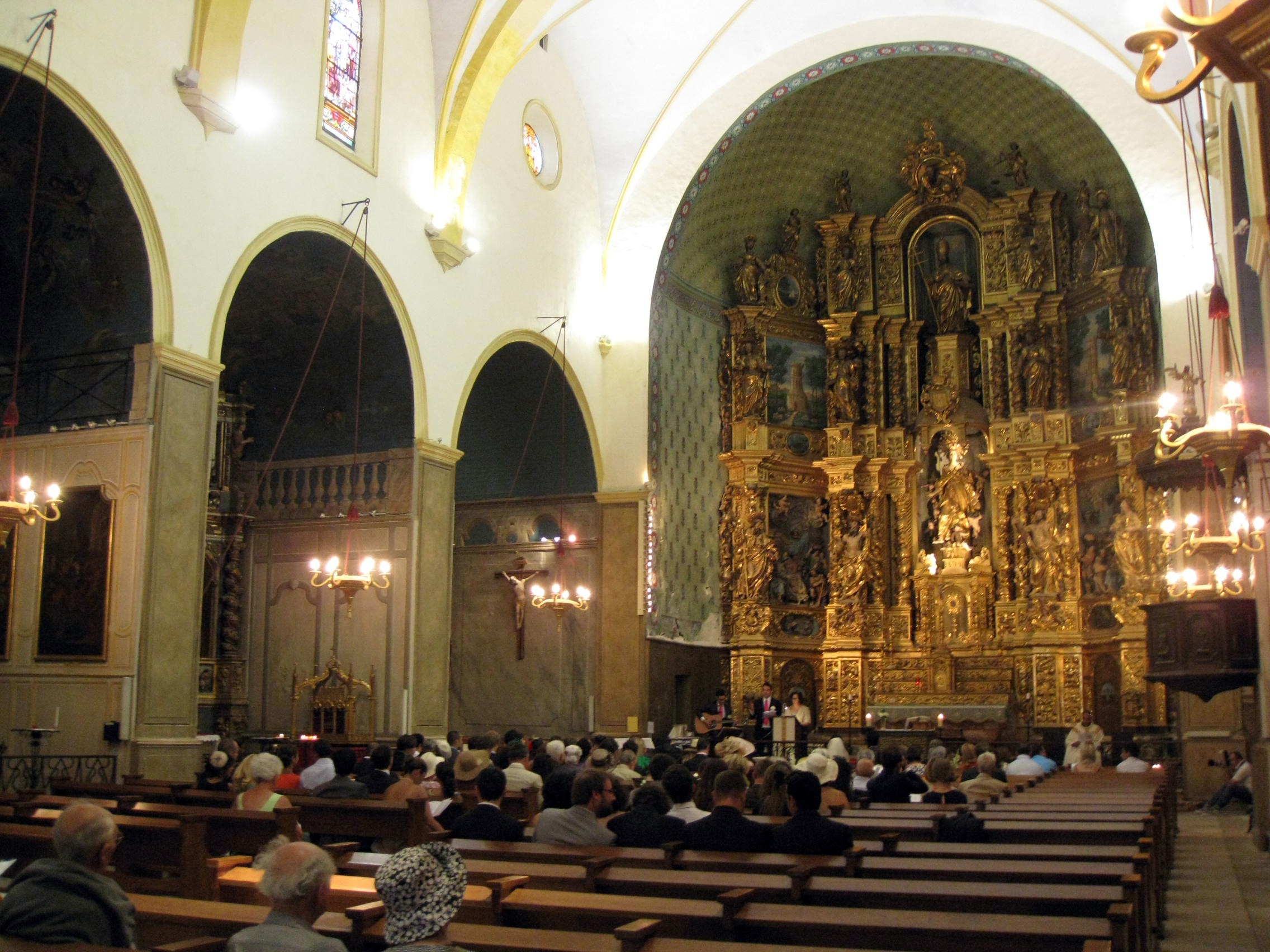
L'intérieur de l'église, avec le retable du maître-autel.

La première pierre a été bénie le 18 juillet 1684 par l'abbé de Saint-Amand, secrétaire de l'évêque d'Elne. Cependant, la construction ne commence pas immédiatement. En février 1687, les pierres pour la construction sont en préparation, et la construction débute le 26 avril 1687 par le mur sud, face à la ville et au château. L'architecte en est Pierre Aloau, français d'origine, qui construit au même moment l'église d'Ille-sur-Têt. Le maçon s'appelle Etienne Ramona, qui conduira le chantier, maçonnerie et charpente, jusqu'à son terme. L'église est construite sur un plan classique dans le Roussillon au XVIIe siècle, dérivé des églises gothiques méridionales, avec une nef unique et des chapelles latérales entre les contreforts.
L'édification des murs est terminée en 1689, et la bénédiction solennelle de l'église a lieu le 6 avril 1691.
L'ancien phare est donc transformé en clocher, qui est terminé le 12 juin 1693. La tribune est achevée le 19 mars 1694.
En 1725, le Conseil de la ville vote une aide de 400 francs pour construire de curieuses latrines publiques le long de l'église, qui ont une apparence de fortification. 
Ce n'est que 100 ans plus tard, vers 1809, qu'une décision municipale est prise pour recouvrir le clocher d'une coupole, en s'inspirant d'un modèle originaire de Toscane.
En 1923, l'église et le clocher sont classés au titre des monuments historiques.
Faisant l'objet de plusieurs restaurations extérieures et intérieures, l'église a vu son ancienne sacristie réhabilitée, pour accueillir le trésor. Ainsi sont visibles un meuble-vestiaire d'époque Louis XIII, des peintures du XVe siècle, un reliquaire du XVIe siècle, une Vierge du XVIIe siècle.

## Description des chapelles
- Dans l'entrée : Dans l'entrée est installé un gisant du XVIIIe siècle représentant Jésus entouré de Marie et de saint Jean. Sur le côté se trouve un bénitier réalisé en 1693 dans du marbre rouge de Villefranche. Le fond du bénitier est orné de quatre poissons nageant dans l'eau.
- Chapelle Sainte-Lucie : cette chapelle abrite le retable de Sainte-Lucie, datant de 1719, orné de statues de saintes, honorée pour leur vertus médicinales: au centre sainte Agnès (pour préserver le virginité) et sainte Lucie (pour la vue), à gauche sainte Catherine d'Alexandrie (également pour préserver la virginité) et sainte Barbe (pour protéger de la foudre), à droite sainte Agathe (patronne des nourrices) et sainte Marthe (patronne des femmes qui allaitent). Sous la statue de sainte Lucie figure une peinture de Sainte Marie-Madeleine dans la grotte.
- Chapelle du Christ : la chapelle du Christ abrite le retable du Précieux Sang, réalisé en 1708, et qui prend la forme d'un grand baldaquin orné et décoré de médaillons aux emblèmes de la Passion (clou, marteau, tenaille, échelle, éponge, roseau, vinaigre, fiel, lance, fouet, colonne, tunique, lanternes, coq, sabre). À côté du dôme, se dressent deux anges ailés. Le grand crucifix est l'œuvre de Joseph Sunyer. Au centre, figure la Vierge des sept douleurs, à côté de son Fils. Les peintures de la voûte illustrent Le Meurtre d'Abel par Caïn et Abraham s'apprêtant à sacrifier son fils Isaac.
- Chapelle Saint-Jean-Baptiste : La chapelle Saint-Jean-Baptiste abrite le retable de Saint-Jean, daté de 1697, et orné en haut au centre de la statue de saint Jacques le Majeur, au centre de saint Jean-Baptiste, avec à ses côtés ses parents sainte Élisabeth et saint Zacharie, à gauche de saint Pierre (dans un médaillon) et de saint Joseph, et à droite de saint André (dans un médaillon), et de saint Isidore. Sous les statues figure la tête de saint Jean-Baptiste décapité, posée sur un plateau. Dans un médaillon inférieur est représentée la Visitation de la Vierge Marie à sainte Élisabeth.
- Chapelle Notre-Dame-du-Rosaire : Cette chapelle a été restaurée en 1903. Elle abrite un retable moderne mais contenant des éléments anciens, comme une statue de la Vierge du Rosaire au sommet du retable, et qui provient de l'ancien couvent des Dominicains. Au centre, sont placées les statues de Notre-Dame du Rosaire (statue restituée par la famille du général Caloni) donnant le rosaire à saint Dominique et sainte Catherine. À gauche, figurent les statues de sainte Philomène et saint Michel, et à droite les statues de sainte Thérèse d'Avila, et de saint Louis.
- Chapelle du Saint-Sacrement : la chapelle abrite le retable du Saint-Sacrement, exécuté en 1700 par Joseph Sunyer en bois sculpté, et représentant différentes scènes de l'Eucharistie, ainsi qu'un ensemble évoquant les différents repas de la Bible: à gauche, la Cène du jeudi saint, le repas avec les disciples d'Emmaüs, et la multiplication des pains, à droite les noces de Cana, le repas chez Simon le lépreux et les Hébreux recueillant la manne du désert. Sur les côtés sont représentés saint Pierre et saint Paul. La chapelle conserve également les reliques de saint Vincent Ferrier et du Bienheureux Pierre Cerdan.
- Chapelle Saint-Vincent : le retable de cette chapelle a été réalisé en 1714 par Louis Baixas et représente au centre, saint Vincent de Collioure avec à gauche Pierre Cerdan et à droite sainte Eladie. Les bas-reliefs illustrent le martyre du saint. Devant le retable sont exposés les bustes de saint Vincent de Collioure, sainte Maxime, et sainte Libérate. Le reliquaire contient les reliques de saint Vincent de Collioure, ramenées de Rome le 16 août 1700.
- Chapelle Saint-Eloi : Cette chapelle abrite le retable de saint Eloi, réalisé en 1716 par Louis Baixas sur une commande d'artisans. Les statues qui l'ornent représentent leurs saints patrons. Au centre sont visibles saint Éloi et saint François Xavier, à gauche, sainte Eulalie (en haut, dans un médaillon) et saint Antoine de Padoue, et à droite sainte Julie (en haut, dans un médaillon) et saint Antoine l'Ermite.
- Chapelle Notre-Dame-de-Lourdes : la chapelle Notre-Dame-de-Lourdes conserve un retable réalisé en 1902 et dédié auparavant à Notre-Dame de la Conception. Certains éléments du retable actuel ont été offerts par Madame Paul Olivier. Les peintures murales, datant de 1875, représentent sainte Bernadette et des malades en prière devant la grotte de Lourdes.

## Retable du maître-autel

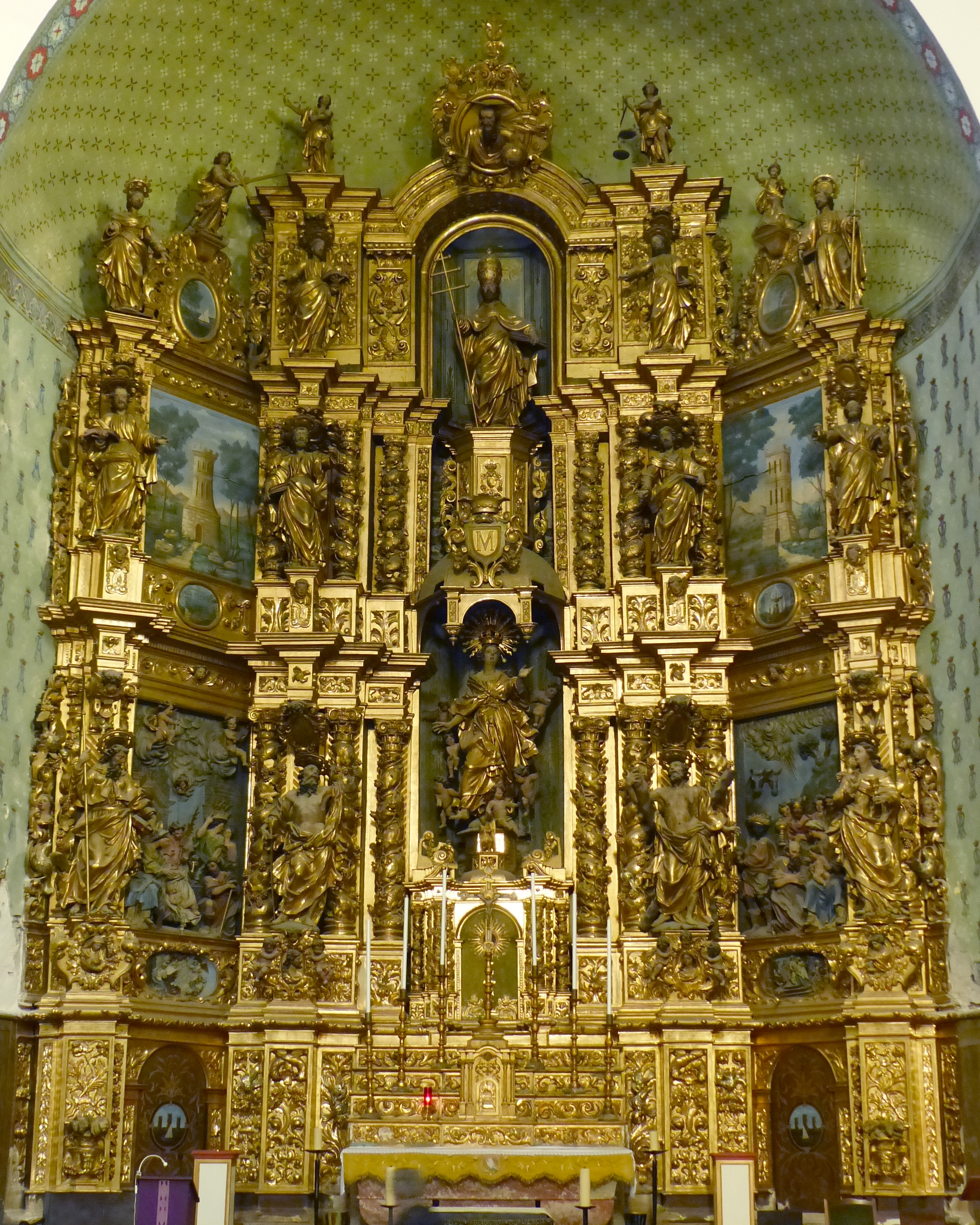
Retable du maître-autel

Le retable du maître-autel a été réalisé par Joseph Sunyer en 1698. Joseph Sunyer a été formé dans l'atelier de son père, Paul Sunyer, ensuite dans l'atelier de Louis Générès, établi à Perpignan, puis il a travaillé dans l'atelier de François Grau, avant de prendre la direction de l'atelier familial vers 1690. Le 1er janvier 1697, il reçoit la commande du retable du maître-autel de Prades. 
Le 6 octobre 1698, il signe le marché pour la construction du retable de Notre-Dame-de-l'Assomption du maître-autel de l'église de Collioure. Ce contrat indique très précisément les conditions de réalisation du retable. Il doit être terminé dans un délai de quatre ans, à partir du 1er octobre 1698. Il est prévu qu'il dispose d'une maison franche de toute imposition, pour lui, sa famille et ses ouvriers. Il doit percevoir une part du thon ramené à chaque pêche, qu'il soit ou non présent dans la ville, mais à condition que ses ouvriers travaillent sur le retable. Le prix du retable a été fixé à 600 doubles d'or, soit 3 300 livres d'argent monnaie de Perpignan, payables en cinq fois, en fonction de l'avancement des travaux. Il doit, pour ce prix, réaliser la statue du Christ pour l'autel du Très Précieux Sang dans la première année des travaux.
Le retable prend la forme d'un grand triptyque de trois étages occupant tout l'arrière-chœur. Au centre figurent la Vierge de l'Assomption, et au sommet le Père Éternel, entre la Justice et la Charité.
Le soubassement du retable a été posé le 15 avril 1699, le premier étage le 18 avril 1700 avec la statue de la Vierge, la première rangée des apôtres et les deux tableaux sculptés représentant l'Adoration des Bergers et l'Adoration des Mages. Le second étage est posé le 17 décembre 1701 avec les apôtres de la seconde rangée, les tableaux, ainsi que le tabernacle. En 1702, la peinture est payée à Joseph Babores. Le paiement final de la dorure n'a été payé qu'en 1724. Le retable a été redoré en 1901 par des artisans de Ripoll
Joseph Sunyer a aussi réalisé pour l'église de Collioure le crucifix du retable du Christ qui date de 1708, et le retable du Saint-Sacrement qui est terminé en 1700, les bustes reliquaires de saint Vincent, sainte Maxime et sainte Libérate, en 1702.

## Trésor de l'église de Collioure
Le trésor de l'église comprend de nombreuses œuvres d'orfèvrerie, en particulier le reliquaire de la Vraie Croix.